# Matt Bianco
A Matt Bianco egy brit popzenekar.

## Pályakép
A Matt Bianco egy 1983-ban alakult brit együttes. Szinti-pop, jazz-funk és latin beütésű zenét játszanak. Körülbelül a 80-as évek közepétől a 80-as évek végéig a csoport számos nemzetközi slágerlistán szereplő kislemezt adtak ki: „Get Out of Your Lazy Bed, Whose Side Are You On?, Half a Minute, Yeh Yeh, Don't Blame It on That Girl.”
A zenekar neve arra utal, hogy Matt Bianco egy személy, akiről azt feltételezik, hogy a frontember, Mark Reilly (Mark Fisher) álneve. A zenészek szerint azonban Matt valójában egy kitalált kém, egy titkos ügynök.
A kezdeti felállásban Danny White és Basia Trzetrzelewska is benne volt, akik aztán elhagyták az együttest, hogy Basia szólókarrierjére összpontosítsanak, de a 2000-es évek közepén Basia rövid időre ismét csatlakozott Matt Biancohoz.

## Tagok
- Mark Reilly
- Danny White
- Barbara Stanisława Trzetrzelewska (Basia)
- Kito Poncioni
- Jenni Evans

## Lemezválogatás
- Whose Side Are You On? (1984)
- Matt Bianco (1986)
- IndigoIndigo (1988)
- Samba in Your Casa (1991)
- Another Time Another Place (1993)
- Gran Via (1995)
- World Go Round (1997)
- Rico (2000)
- Echoes (2002)
- Matt's Mood (2004)
- Hifi Bossanova (2009)
- Hideaway (2012)
- The Things You Love (2016; with New Cool Collective)
- Gravity (2017)
- High Anxiety (2020; with New Cool Collective)